# Pills N Potions
Singles de Nicki Minaj
Lookin Ass
(2014) She Came To Give It to You
(2014)
Pistes de The Pinkprint
The Night Is Still Young
(13) Bed of Lies
(15)
Pills N Potions est une chanson de la chanteuse et rappeuse américano-trinidadienne Nicki Minaj, issue de l'album The Pinkprint. La chanson est parue le 21 mai 2014 comme le premier single extrait du troisième album studio de la rappeuse alors en préparation. Minaj a composé le titre avec Ester Dean, Cirkut et Dr. Luke, ces deux derniers étant aussi les producteurs. 

## Développement et sortie
« Ce que ça évoque pour moi c'est le pardon, vous voyez, et la réalisation que tout le monde s'énerve, mais quand on aime quelqu'un, pour moi, on l'aimera pour toujours. Je n'ai pas l'impression qu'il y ait eu quelqu'un que j'avais aimé et que je n'aime plus, je n'ai peut être juste plus la force de vivre avec toi et de t'avoir dans ma vie. »
Minaj mentionne la chanson pour la première fois dans le single promotionnel Yasss Bish, sorti le 19 mai 2014 en featuring avec Soulja Boy : « Je sors mon single dans deux semaines ». La rappeuse révèle le titre du single sur le tapis rouge des Billboard Music Awards 2014. Elle décrit le son de Pills N Potions à Keith Caufield de Billboard : « C'est comme une urgence. Comme une trahison. Comme courir. Comme perdre connaissance. Comme - *exclamation!* ». Après la cérémonie, Minaj organise une séance de questions-réponses sur Twitter où elle partage plus de détails, disant que la création de la chanson « était magique. Je n'arrêtai pas de la jouer pendant des semaines ». Elle ajoute que le message de la chanson est que « les gens changent. Mais l'amour est pour toujours ». Le 19 mai, elle partage la pochette du single sur Instagram.  
Le 21 mai 2014, Pills N Potions sort en exclusivité sur SoundCloud puis sur toutes les autres plateformes plus tard dans la journée. Elle réalise la promotion du single avec plusieurs interviews radio à travers les États-Unis, notamment dans les émissions The Breakfast Club, On Air With Ryan Seacrest, Elvis Duran and the Morning Show, le Neighborhood Morning Show de Power 106 et l'émission du matin de Hot 97.

## Composition et paroles
Pills N Potions est une ballade romantique au piano entrelacée d'une « imagerie rap toxicomane ». Chris Payne de Billboard décrit le titre comme « une chanson lente et sincère (...) qui n'est pas sans rappeler une ballade de Rihanna ». Minaj partage sur Twitter que la chanson est une histoire vraie. Lyriquement, la chanson voit Minaj « emprunter la voie de la noblesse et pardonner ses ennemis ». Le bridge de la chanson sample le titre I Get High (On Your Memory) de Freda Payne.
La chanson commence avec un battement de tambour lancinant et épuré. Minaj chante, presque en chuchotant, « Pills N Potions/We're overdosin'/I'm angry but I still love you ». Le chant est doux, et répète une seconde fois avec un écho, puis les chants « I still love, I still love, I still  lu-uh-uhhhv » fleurissent pour créer le refrain. Quand le premier couplet commence, Nicki délivre l'urgence qu'elle promettait dans ses paroles, même si elle ne commence qu'avec un frémissement. Elle parle de ceux qui l'ont trahie sans toutefois les nommer : « They could never make me hate you/Even though what you was doin' wasn't tasteful/Even though you out here looking so ungrateful/Imma keep it movin' be classy and graceful ». Le refrain lancinant recommence, et Nicki explique qu'elle pardonne et oublie les traîtres, même si elle sait qu'ils jalousent son succès. Dans le bridge, la colère fait place à la nostalgie. Elle répète la phrase « I get high off your memory » et apaise la personne à qui elle chante « in due time, we'll be fine ». La chanson finit sur une instrumentale.

## Accueil critique
La chanson reçoit un accueil positif. Zach Frydenlund de Complex décrit Pills N Potions comme « un monstre de chanson » et explique que « Nicki montre – une fois encore – sa façon délicate de jongler entre pop et hip-hop, tout en restant fidèle à sa promesse de "vrai rap" envers ses fans ». Chris Payne de Billboard considère la chanson comme « capable de plaire à tout le public, avec un petit quelque chose pour chacun ». Gil Kaufman de MTV News écrit que la chanson est « un énorme pas dans le monde de la pop, préparant Minaj à ce qui pourrait s'avérer être son plus grand hit multigenre à ce jour ». 
March Hogan de Spin trouve le message déconcertant, mais apprécie la performance de Minaj et ajoute : « quand on entendra ce couplet à la Rihanna "I still lo-uh-uh-ve" à fond dans les voitures cet été ? On a-do-oh-oh-rera toujours autant ». Kory Grow de Rolling Stone note que Pills N Potions semble « diamétralement opposé au précédent single de Minaj Lookin Ass », décrivant sa performance comme « sublime et mature ». Chris Coplan de Consequence of Sound estime que Minaj exécute « l'un de ses plus brillantes performances ». XXL inclut la chanson dans sa liste des 25 Meilleures Chansons de 2014, écrivant : « malgré le tempo lent de la chanson, Nicki est arrive à délivrer ses punchlines drôles caractéristiques avec des nuances fortes ».

## Accueil commercial
Aux Etats Unis, la chanson atteint la 4e place dans le classement des ventes iTunes le lendemain de sa sortie. Pills N Potions débute en 47e position dans le classement Billboard Hot 100; la chanson avait cumulé 84 000 ventes et 709 000 streams en quatre jours de sortie. La chanson a plus tard culminé en 24e position. 
En France, la chanson atteint la 36e place dans le classement des ventes iTunes le jour de sa sortie. La chanson atteint la 71e place dans le classement des Top singles de la semaine édité par le SNEP.

## Clip vidéo

### Développement et sortie

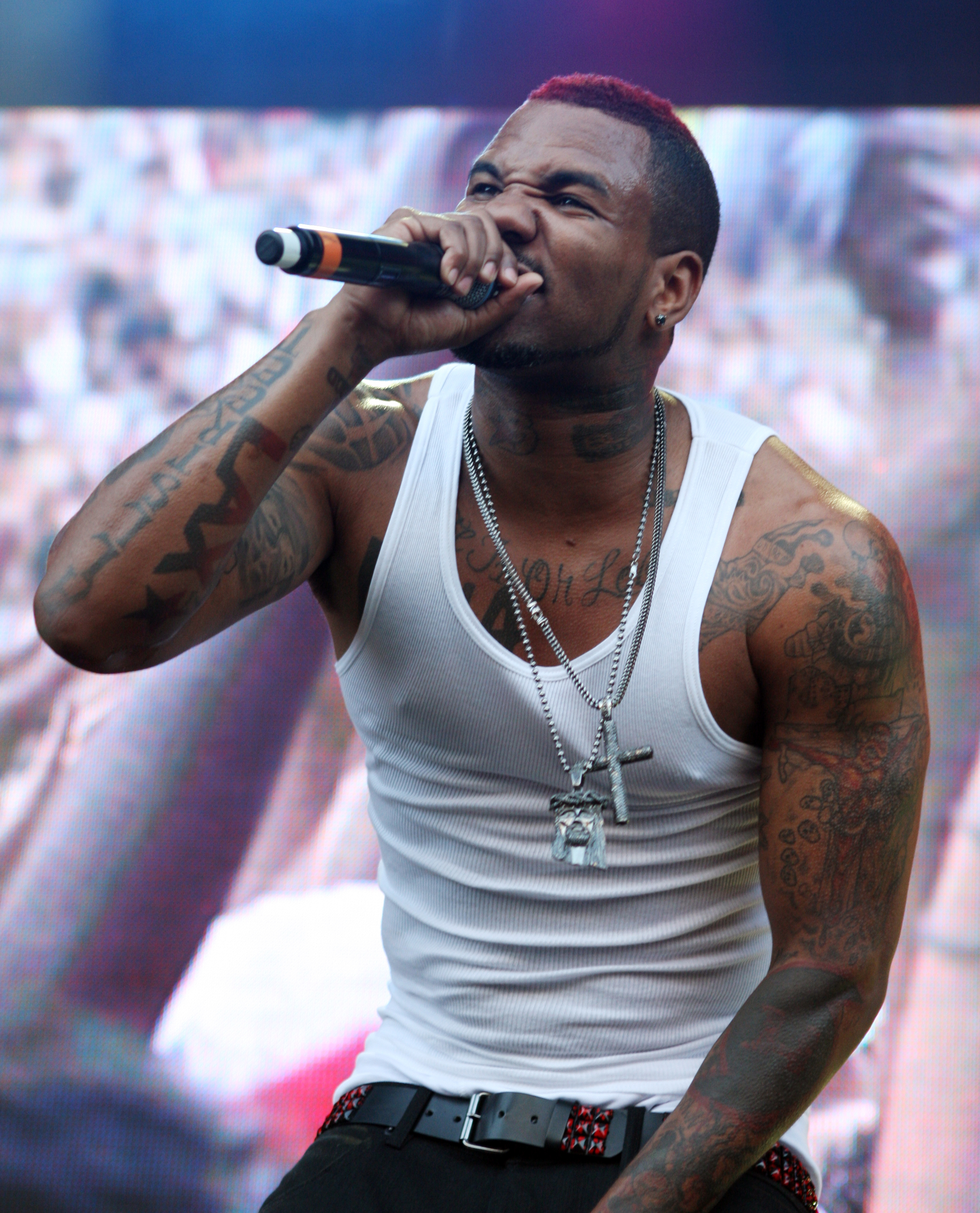
The Game (ci-dessus), qui joue le partenaire de Minaj dans le clip.

Le 27 mai une lyric vidéo est publié sur la chaîne YouTube de Minaj, dans laquelle les paroles sont écrites en blanc sur un fond jaune sur lequel apparaissent des pilules et des oreilles de lapin. Le lendemain, une seconde lyric vidéo est publiée, cette fois-ci alternant des images d'alcool et de pilules. Le 6 juin, elle dévoile un teaser du clip de 45 secondes durant l'émission télévisée Good Morning America. Le clip vidéo officiel réalisé par Diane Martel est diffusé pour la première fois le 9 juin dans l'émission Live! With Kelly & Michael, et plus tard sur la chaîne Vevo de la rappeuse. 

### Concept
Le clip vidéo est une interprétation moderne d'Alice au pays des merveilles. Le texte et l'instrumentale de la chanson, qui évoquent un rêve sous emprise de drogues, sont reliés au conte par plusieurs références visuelles : Minaj est tantôt Alice perdue dans un monde farfelu, la Reine de cœur lorsqu'elle porte la tête décapitée du rappeur The Game sous son bras, le Lapin blanc lorsqu'elle porte ses oreilles, la Chenille droguée lorsqu'elle évolue dans un délire coloré... Ce rêve est complété par une suite d'images entrecoupées de Minaj portant différentes tenues, enlaçant son partenaire, d'objets fondants et de lapins. Plusieurs produits figurent dans la vidéo : un distributeur de bonbons PEZ, une enceinte Beats Pill et le troisième parfum de la rappeuse, Onika.

### Accueil
Le clip vidéo reçoit un accueil majoritairement positif. Consequence of Sound affirme que « la vidéo est un 10/10 », et Stereogum le place en 19e position dans sa liste des 40 meilleurs clips de 2014,. Les critiques apprécient la nouvelle direction que prend Minaj, plus naturelle, sans toutefois perdre son originalité et son côté bizarre. Daniel Barna de Refinery29 note que « la vraie preuve de cette nouvelle direction est Minaj elle-même. Les seuls déguisements avec lesquels elle joue sont des oreilles de lapin, un grill et un flot de larmes métalliques qui rappellent le méchant T-1000 de Terminator 2. Si cette première vidéo hallucinogène est un signe de ce qui est à venir, on a tous hâte de voir ce que Nicki nous réserve ». Kadeen Griffiths de Bustle écrit : « Est-ce qu'Alice au pays des merveilles est un choix étrange pour une vidéo qui fait plutôt penser à une revanche ? Peut-être. Est-ce que Minaj s'en tire avec style ? Définitivement ». 
Les critiques saluent également la réalisatrice du clip Diane Martel. Vibe affirme que « Diane Martel utilise des toiles de fond simplistes et des effets spéciaux géniaux pour en faire une œuvre complète ». Lauren Nostro de Complex conclut : « La vision de Martel n'est pas exagérée, ce qui s'intègre tout à fait avec les émotions de Minaj tout au long de la chanson, et son look naturel. (...) On a hâte d'entendre les histoires de The Pinkprint ».
En septembre 2019, la vidéo cumule plus de 203 millions de vues sur YouTube.

## Crédits
Crédits adaptés de Spotify.
- Nicki Minaj : interprète, compositrice
- Lukasz "Dr. Luke" Gottwald : compositeur, producteur
- Esther Renay "Ester" Dean : compositrice
- Henry "Cirkut" Walter : compositeur

## Classements

### Classements hebdomadaires
| Classement (2014)                       | Meilleure position |
| --------------------------------------- | ------------------ |
| Afrique du Sud (EMA)                    | 9                  |
| Allemagne (Media Control AG)            | 39                 |
| Australie (ARIA)                        | 14                 |
| Australie (Urban ARIA)                  | 3                  |
| Belgique (Flandre Ultratop 50 Singles)  | 13                 |
| Belgique (Wallonie Ultratop 50 Singles) | 8                  |
| Canada (Hot 100)                        | 53                 |
| Écosse (OCC)                            | 29                 |
| États-Unis (Hot 100)                    | 24                 |
| États-Unis (R&B/Hip-Hop Songs)          | 7                  |
| États-Unis (Rhythmic)                   | 10                 |
| France (SNEP)                           | 71                 |
| Irlande (IRMA)                          | 29                 |
| Nouvelle-Zélande (RMNZ)                 | 17                 |
| Royaume-Uni (UK Singles Chart)          | 31                 |
| Royaume-Uni (UK R&B Singles Chart)      | 6                  |

### Classements de fin d'année
| Classement (2018)              | Position |
| ------------------------------ | -------- |
| États-Unis (R&B/Hip-Hop Songs) | 30       |
| États-Unis (Rhythmic)          | 48       |

## Certifications
| Pays              | Certification | Ventes  |
| ----------------- | ------------- | ------- |
| Australie (ARIA)  | Platine       | 70 000  |
| Royaume-Uni (BPI) | Argent        | 200 000 |